# Borne de corvée

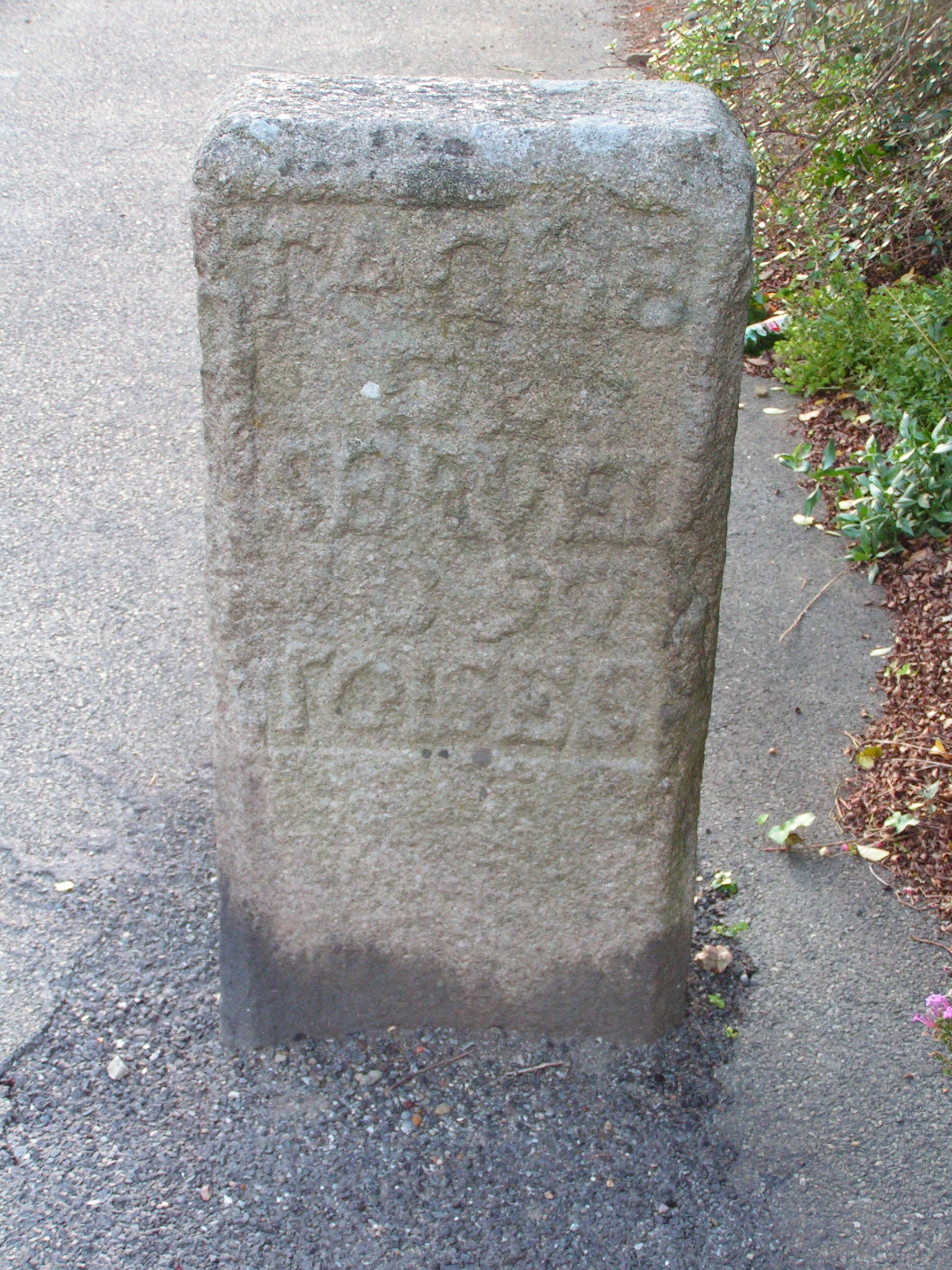
Une borne de corvée, rue de Tréguier à Lannion.

Une borne de corvée est une borne routière servant à délimiter la portion de route laissée à l'entretien d'une paroisse sous l'Ancien Régime.

## Description et Historique

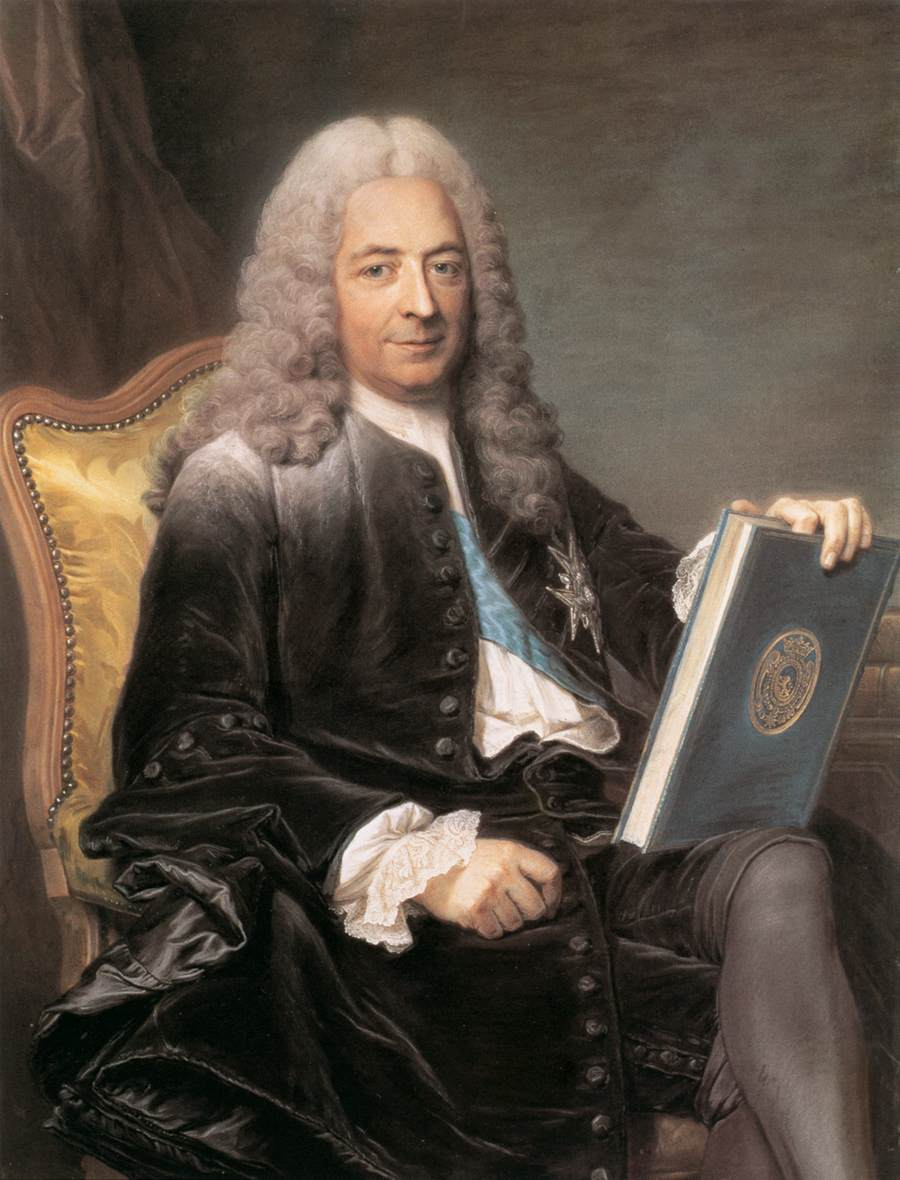
Philibert Orry de Vignory

### Description
La plupart de ces bornes, également connues sous le nom de « bornes royales », sont des monolithes réalisées avec la pierre locale et taillée dans le calcaire, le grès, ou le granit. La grande majorité se présente sous la forme d'un cylindre ou d'un tronc de cône s'élevant sur une base carrée qui sert d'ancrage dans le sol. Le chant haut de la base est parfois orné d'une moulure.

### Historique
Les bornes de corvée, disposées au départ des grandes routes, rappellent l'ancienne corvée due pour l'entretien des chemins royaux durant l'Ancien régime. Dans les années 1730, afin de faire face aux besoins en main d’œuvre pour effectuer l'aménagement des voies royales, le contrôleur général des finances, Philibert Orry propose au roi Louis XV la généralisation du travail par corvée : la corvée royale. Cet impôt en nature se présente sous la forme de journées de travail. Au printemps et à l’automne, les habitants des zones rurales, ont l'obligation de consacrer une à deux semaines de travail gratuit à la construction ou à l’entretien de tronçons de route au niveau local. Ces bornes sont alors implantées toutes les mille toises afin de délimiter les obligations de chaque paroisse.

## Bornes remarquables

### Monuments historiques
- Bretagne
  - borne de corvée, rue du Faubourg-de-Buzulzo à Lannion (Côte d'Armor) datant de 1785[3].
  - borne de corvée, angle rue Saint-Nicolas et rue de la Bienfaisance à Lannion (Côte d'Armor) datant de 1760[4].
  - borne de corvée, rue Tréguier à Lannion (Côte d'Armor) datant du XVIIIe siècle[5].

### Autres bornes
- Auvergne-Rhône-Alpes
  - Borne de corvée de l'ancienne route nationale 90 à Saint-Ismier (Isère)
  - Borne de corvée du Jonchay, à Crémieu (Isère)[6].
- Grand-Est
  - Pierre de corvée de Sturzelbronn (Moselle)
- Nouvelle Aquitaine
  - Borne de corvée réhabilitée à La Celle-Dunoise (Creuse)[7].
- Pays de la Loire
  - Borne de corvée de la Croix Verras, route de Contres à Saint-Cosme-en-Vairais (Sarthe)[8].